# Dennis W. Sciama
Dennis William Siahou Sciama, FRS (18. november 1926 – 18. december 1999) var en britisk fysiker, der gennem sit eget og sine elevers arbejde spillede en stor rolle i udviklingen af britiske fysik efter Anden Verdenskrig. Han betragtes som en af fædrene til den moderne kosmologi.